# دادستان شیطان
دادستان شیطان (انگلیسی: Devil's Attorney) یک بازی ویدئویی استراتژی نوبتی تک‌نفره برای سکوهای آی‌اواس و اندروید می‌باشد که توسط ۱۳۳۷ گیم دیزاین توسعه و نشر پیدا کرده است.